# Making Money
Making Money (in italiano, letteralmente, "fare soldi") è un romanzo di Terry Pratchett, ambientato nell'universo immaginario del Mondo Disco, pubblicato nel Regno Unito il 20 settembre 2007.
Questo romanzo è successivo agli eventi descritti in Going Postal e fino al settembre 2014 non è ancora stato tradotto in italiano. 

## Trama
Dopo il successo ottenuto nel risistemare il disastratissimo sistema postale di Ankh-Morpork, il riluttante Moist von Lipwig viene nominato direttore della Real Banca di Ankh-Morpork e della Real Zecca. L'incarico appare intrinsecamente molto più pericoloso della direzione delle Poste, e tuttavia è un'offerta di lavoro che Moist non può rifiutare.

## Edizioni
- Terry Pratchett, Making Money, Doubleday, 2007,  p. 352, ISBN 0-385-61101-3.